# Hugo Winckler
Hugo Winckler (4 de julio de 1863, Gräfenhainchen, Sajonia, Alemania-19 de abril de 1913, Berlín) fue un arqueólogo, estudioso de la Biblia e historiador alemán, cuyas excavaciones en Boğazköy, en Turquía, revelaron la capital del imperio hitita, Hattusa. Descubrió miles de tabletas cuneiformes, a partir de las que se reconstruyó gran parte de la historia hitita.

## Biografía
El principal interés de Winckler estaba en el lenguaje y la escritura del antiguo Medio Oriente. Antes de su nombramiento como profesor de lenguas orientales en la Universidad de Berlín (1904), había escrito extensamente sobre temas cuneiformes asirios y sobre el Antiguo Testamento. También escribió una historia de Babilonia y Asiria (1891) y realizó traducciones del Código de Hamurabi y de las Cartas de Amarna.
Fue uno de los fundadores de la escuela pan-babilónica en el estudio de la Biblia. Estos eruditos afirmaron que existía un único sistema cultural común, abrumadoramente influenciado por los babilonios, que se extendía por todo el antiguo Cercano Oriente. Esta escuela asumió que la Biblia también estaba enraizada en esta cultura, y no meramente influenciada por ella. Los otros exponentes prominentes de esta escuela fueron los discípulos de Winckler, Friedrich Delitzsch y Albert Jeremias.

## Su trabajo

### Enseñanza
Winckler se convirtió en profesor en la Universidad de Berlín en 1891. En 1904, fue nombrado  Profesor Extraordinario de idiomas orientales.

### Excavaciones
Bajo los auspicios de la Sociedad Alemana de Oriente, Winckler comenzó a excavar junto al arqueólogo alemán Theodore Makridi en 1906 en Boğazköy, donde tuvo un éxito extraordinario. En las cámaras de almacenamiento en ruinas, muy probablemente en los archivos reales, que parecían haber sido destruidas por un gran incendio, encontró miles de tabletas de arcilla endurecida. La mayoría estaba en un idioma desconocido, que luego se demostró que era hitita, que permitieron a Winckler dibujar un esbozo preliminar de la historia hitita en los siglos XIV y XII a. C. Unas pocas, en acadio, incluían una versión cuneiforme de un tratado de paz acordado entre el faraón egipcio Ramsés II y el rey hitita Hattusilis, que Winckler tradujo. 
Winckler continuó excavando en cooperación con el arqueólogo turco Theodore Makridi Bey hasta 1912, revelando los restos de una ciudad cuyos templos, palacios, fortificaciones y entradas dejaron pocas dudas de que este era el emplazamiento de una poderosa capital. A partir de sus hallazgos, las tabletas conocidas como el Archivo Bogazköy, fueron descifradas en 1924 por el erudito lingüista checo Bedřich Hrozný.

### Impacto del descubrimiento
Otto Rank, en Art and Artist, describe a Winckler como el "redescubridor" de la antigua imagen del mundo oriental desde el quinto al sexto milenio a. C. Descripción popular de Winckler:"El universo entero es el gran mundo, el macrocosmos; sus partes son pequeños universos en sí mismos, microcosmos. Uno de estos «microcosmos» es el hombre, que es él mismo una imagen del universo y un ser perfecto. Pero el gran universo es igualmente un hombre, y como es 'Dios', Dios tiene forma humana. «A su propia imagen», por lo tanto, fue creado por el hombre. Esta era todavía la creencia de la medicina medieval, que sabemos que tuvo (principalmente con el propósito de sangrado) un método de dividir el cuerpo humano de acuerdo con los doce signos del zodiaco (cabeza, aries; cuello, tauro; brazos, géminis; y así sucesivamente). En este tratamiento «científico» de un paciente se basó..."
Rank también escribió en Art and Artist, sobre la importancia del simbolismo macroscósmico. En el primero, y aún el mejor, resumen de este tipo que Winckler nos brinda en el capítulo Myth, Legend and Play de su popular relato de la cultura intelectual de la antigua Babilonia, el hecho fundamental es que las fiestas relacionadas con varios juegos tenían un carácter estacional, con un calendario definido como base. En estos festivales y juegos asociados, los eventos en el cielo que el festival representa -por ejemplo, la muerte y el renacimiento de la deidad, la victoria sobre los poderes de la oscuridad, el dragón- se representan y se interpretan ante la gente.

## Sus obras
Sus relatos de su trabajo se pueden encontrar en: 
- Die Keilschrifttexte Sargons / Los textos cuneiformes Sargon (1889)[6]

- Untersuchungen zur altorientalischen Geschichte/Estudios sobre la historia oriental antigua (1889)[7]

- Geschichte Babyloniens und Assyriens/Historia de Babilonia y Asiria (1892)[8]

- Alttestamentliche Untersuchungen/Investigaciones del Antiguo Testamento (1892)[9]

- Geschichte Israels (2 Vol) / Historia de Israel (2 Volúmenes) (1895-1900)

- Gesetze Hammurabis / Leyes Hammurabis (1904)

- Die jüngsten Kämpfe wider den Panbabylonismus/Las batallas recientes contra Pan-Babilonia (1907)

- Vorläufige Nachrichten über die Ausgrabungen en Bog-haz Köi im Sommer (1907 resumido como 'Excavaciones en Boghaz-Keui en el verano de 1907')

- Informe anual de la Smithsonian Institution de 1908 (1909)

- Nach Boghasköi! Fragmento Ein nachgelassenes (1913; '¡A Boğazköy! Un fragmento dejado atrás').